# Mercy, Mercy, Mercy! Live at "The Club"
Mercy, Mercy, Mercy! Live at "The Club" — альбом джазового музыканта Джулиана «Кэннонболла» Эддерли, записанный в 1966 году. Он был удостоен премии «Грэмми» за лучшее инструментальное джазовое исполнение (Группа или солист с группой) в 1967 году. Хотя в оригинальных заметках к альбому говорится, что альбом был записан в баре The Club в Чикаго, на самом деле он был записан на студии Capitol в Голливуде с приглашённой аудиторией и открытым баром.
Заглавная композиция стала хитом и добралась до 11-й позиции хит-парада Billboard Hot 100. На этом альбоме Джо Завинул играет на электропиано Wurlitzer; тем не менее на некоторых концертных выступлениях он использовал более мягкий по звучанию Fender Rhodes.

## Рецензии
| Оценки критиков                     | Оценки критиков |
| Источник                            | Оценка          |
| ----------------------------------- | --------------- |
| Allmusic                            | [ 4 ]           |
| The Penguin Guide to Jazz           | [ 5 ]           |
| The Rolling Stone Jazz Record Guide | [ 6 ]           |

## Список композиций
1. «Fun» (Нэт Эддерли) — 8:26
2. «Games» (Н. Эддерли) — 7:19
3. «Mercy, Mercy, Mercy» (Джо Завинул) — 5:10
4. «Sticks» (Кэннонболл Эддерли) — 3:54
5. «Hippodelphia»[7] (Завинул) — 5:49
6. «Sack O' Woe» (К. Эддерли) — 10:29

## Музыканты
- Кэннонболл Эддерли — Альт-саксофон, лидер
- Нэт Эддерли — Корнет
- Джо Завинул — Пианино, электропиано Wurlitzer
- Виктор Гаскин — Бас
- Рой Маккарди — Ударные